# شهرستان راوالی (مونتانا)
شهرستان راوالی، مونتانا (به انگلیسی: Ravalli County, Montana) یک سکونتگاه مسکونی در ایالات متحده آمریکا است که در ایالت مونتانا واقع شده‌است.

## خصوصیات
شهرستان راوالی ۶٬۲۱۶٫۰۱ کیلومترمربع مساحت دارد.